# Milan Baranyk
Milan Baranyk (ur. 6 lutego 1980 w Novym Městie na Moravě) – czeski hokeista.

## Kariera
- HC Vítkovice (1998–2000)
- HC Šumperk (2000–2001)
- Idaho Steelheads (2001)
- MHC Martin (2001–2002)
- Podhale Nowy Targ (2002–2004)
- HC Kometa Brno (2004–2005)
- Sareza Ostrawa (2005–2006)
- Dukla Jihlava (2006)
- Sareza Ostrawa (2006)
- Podhale Nowy Targ (2006–2010)
- Zagłębie Sosnowiec (2010)
- Podhale Nowy Targ (2010–2011)
- HC Poruba (2011)
- Bisons de Neuilly-sur-Marne (2011)
- Nesta Karawela Toruń (2011–2012)
- GKS Tychy (2012–2014)
- Peterborough Phantoms (2014-2016)
- Milton Keynes Lightning (2016-2017)
- Orlik Opole (2017-2018)

W październiku 2011 roku był zawodnikiem klubu francuskiej ligi Ligue Magnus – Bisons de Neuilly-sur-Marne. Od listopada 2011 do końca sezonu 2011/2012 był zawodnikiem Nesty Karawela Toruń przyczyniając się do jej utrzymania w ekstralidze. Następnie w marcu 2012 podpisał dwuletni kontrakt z GKS Tychy, w którym występował do Był zawodnikiem GKS Tychy do kwietnia 2014. Od lipca 2014 roku zawodnik angielskiego klubu ligi English Premier Ice Hockey League – Peterborough Phantoms. W 2016 roku rozwiązał kontrakt z klubem ze względów rodzinnych. Następnie zawodnik Milton Keynes Lightning. Odszedł z klubu po sezonie 2016/2017. Od czerwca 2017 roku zawodnik klubu ligi PHL – Orlika Opole. Po sezonie 2017/2018 odszedł z opolskiego klubu.

## Życie prywatne
Na stałe zamieszkał w Ostrawie. Ma córkę.

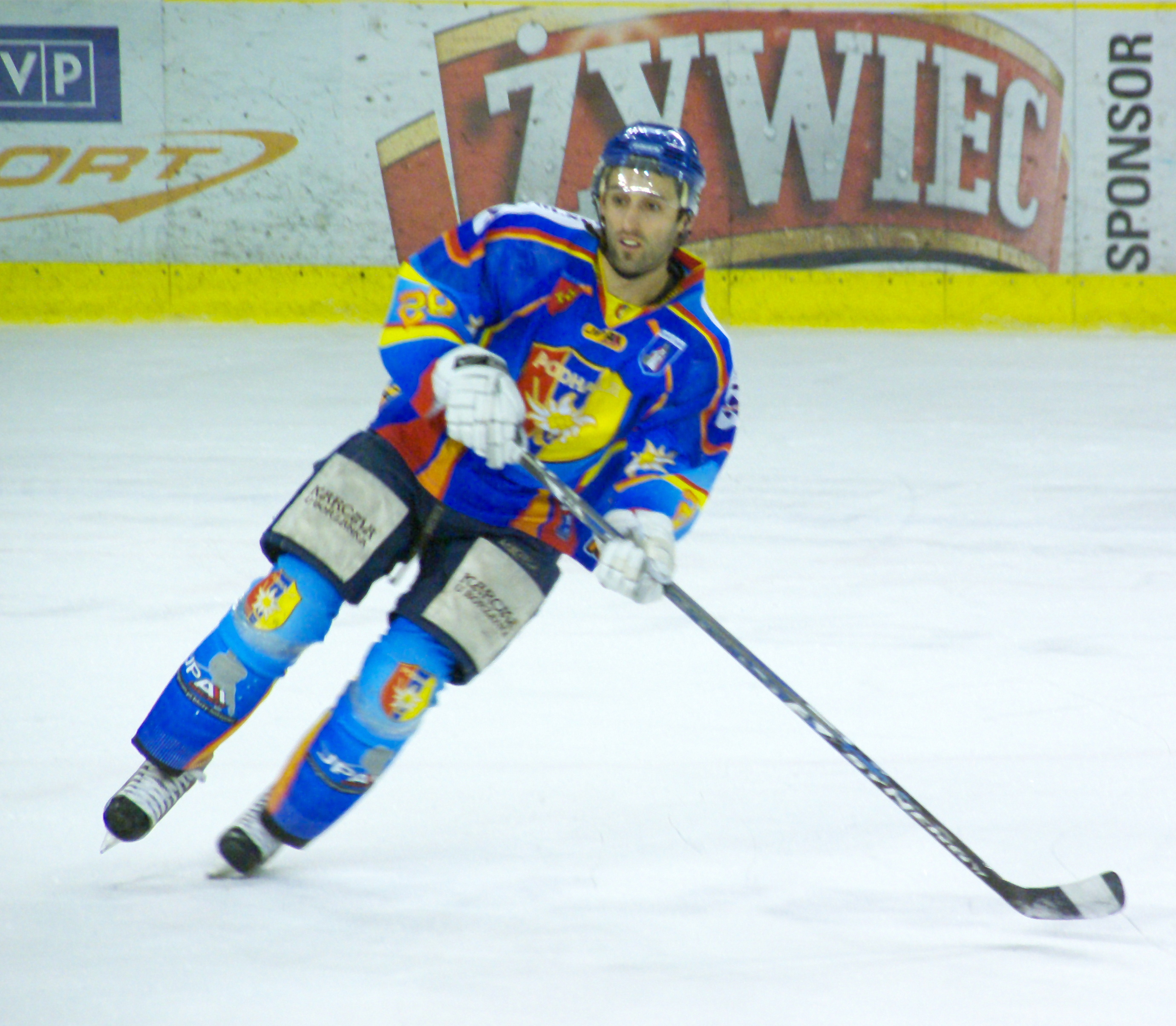
Milan Baranyk w barwach MMKS Podhale Nowy Targ (2011)

## Sukcesy
Klubowe
- Mistrzostwo Interligi: 2004 z Podhalem Nowy Targ
- Złoty medal mistrzostw Polski: 2007, 2010 z Podhalem Nowy Targ
- Puchar Polski: 2004, 2005 z Podhalem Nowy Targ
- Brązowy medal mistrzostw Polski: 2008, 2009 z Podhalem Nowy Targ, 2013 z GKS Tychy
- Srebrny medal mistrzostw Polski: 2014 z GKS Tychy
- Mistrzostwo play-off EPIHL: 2015 z Peterborough Phantoms, 2017 z Milton Keynes Lightning
- English Premier Cup: 2017 z Milton Keynes Lightning

Indywidualne
- Ekstraliga polska w hokeju na lodzie (2009/2010):
  - Pierwsze miejsce w klasyfikacji strzelców w drużynie Podhala Nowy Targ: 35 goli[9]
- EPIHL 2014/2015:
  - Drugi skład gwiazd ligi[10]